# Santiago Ixtayutla
Santiago Ixtayutla è un comune del Messico, situato nello stato di Oaxaca.